# 唐山摩崖造像
唐山摩崖造像，位于山东省淄博市沂源县东里镇，是中华人民共和国山东省文物保护单位之一。
2006年12月7日，授予山东省文物保护单位，是一座石窟寺及石刻。